# چنگک (اندام)

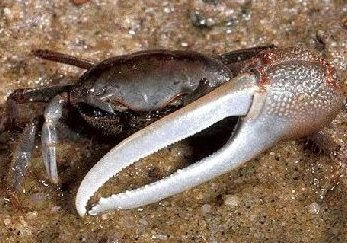
خرچنگ Minuca pugnax، مانند دیگر اعضای خانواده تندپایان، دارای چنگک‌هایی با اندازه‌های متفاوت است: یک چنگک بزرگ در سمت چپ و یک چنگک کوچک در سمت راست

چنگک (به انگلیسی: Chela) در زیست‌شناسی، یک اندام گیره‌مانند تخصص‌یافته در برخی بندپایان از جمله خرچنگ‌ها و کژدم‌هاست.